# Xã Sauk Valley, Quận Williams, Bắc Dakota
Xã Sauk Valley (tiếng Anh: Sauk Valley Township) là một xã thuộc quận Williams, tiểu bang Bắc Dakota, Hoa Kỳ. Năm 2010, dân số của xã này là 60 người.